# Kali Arnis Eskrima
 (avril 2011).
Si vous disposez d'ouvrages ou d'articles de référence ou si vous connaissez des sites web de qualité traitant du thème abordé ici, merci de compléter l'article en donnant les références utiles à sa vérifiabilité et en les liant à la section « Notes et références ».
Pour les articles homonymes, voir Arnis.
Le Kali Arnis Eskrima (parfois abrégé en KAE) est un groupe d'arts martiaux faisant partie de la branche du silat originaire des îles Philippines dit silat FMA pour "filipino martial arts".
Bien qu'il ait une composante mains nues, l'entrainement est axé principalement sur le travail des armes (bâtons, couteaux et lames de tailles intermédiaires mais également parfois suivant les écoles bâtons longs, lances, fouets, sarongs, haches, armes de jets…).

## Étymologie
Arnis : 

Ce sont les Espagnols qui débarquèrent aux Philippines lors de la seconde moitié du XVIe siècle qui, en observant cette méthode de combat pratiquée par des guerriers indigènes harnachés de gantelets particulièrement décorés, lui donnèrent le nom d'arnis (arnes, terme espagnol signifiant le harnois, i.e. l'armure). Il distinguèrent ainsi les termes arnis de mano (armure de mains) et arnis de armas (avec des bâtons ou des lames).
Eskrima : 

Les techniques philippines (combat à la machette et au kriss) se sont ensuite mélangées avec les formes de combats employées par les conquistadores espagnols, et principalement le combat à la rapière et à la dague - espada y daga. S'ensuivit une dérive du terme escrima espagnol,.
Kali : 

Principalement utilisé aux États-Unis et en Europe (beaucoup moins aux Philippines), il est parfois complètement inconnu à certains pratiquants. Toutefois, du fait de la popularité du terme en dehors des Philippines et de l'influence de certains pratiquants étrangers celui-ci est désormais communément accepté au même titre qu'arnis et escrima.

L'origine de ce terme, apparu seulement dans les années 1960, demeure pourtant plus floue que les deux autres :

- Il pourrait provenir des mots cebuano "ka"mot désignant les mains (ou le corps suivant le contexte) et "li"hok traduisible par mouvement.

- De nombreux termes martiaux proches (kalirongan, kalibanga, kaliradman, pagkalikali) pourraient avoir évolué vers la dénomination kali. Un des exemples de ce type est le terme tjakalele désignant un style indonésien d'escrime au bâton et dont le nom aurait été repris aux États-Unis par certains pratiquants pour se distinguer des autres escrimador.

Eskrima et Arnis étant dérivés de mots espagnols, la préférence pour le mot kali peut être vue comme une volonté de retrouver une désignation plus philippine, plus authentique alors que le terme originel a disparu.
Du fait de ces différentes influences la langue d'enseignement est traditionnellement constituée d'espagnol et de tagalog, les pratiquants pouvant être désignés par les termes arnisador, escrimador, kalista ou bien encore mangali.

## La pratique
La pratique se divise en trois parties dans l'école "Arnis Korédas Obra Manomalis" (les termes changent suivant les écoles et suivant les époques : à l'époque moderne des termes espagnols sont remplacés par du tagalog par souci d'exotisme et pour paraitre plus anciens…)
- la répétition des techniques de base, muestracion, ou pandalag ;
- l'assaut conventionnel, sanga at patama ou obra tabak ;
- le combat libre, larga mo iton ou labanang totohanan.

L'enseignement reprend la méthodologie originelle de l'eskrima philippine, avec ses notions d'angles et de concepts géométriques mais également des techniques martiales européennes (alors même que celles-ci ont parfois disparu en Europe). La maîtrise du bâton devant conduire le pratiquant à se familiariser avec différentes armes comme le couteau ou l'épée mais également au combat à mains nues et ses différents secteurs comme le Pangamot (boxe des poings), le pananjakman (boxe des pieds) ou le dumog (lutte).
En fonction des ethnies et des zones géographiques, de nombreuses écoles se sont créées et affrontées depuis les années 1930. Les combats meurtriers entre les champions d'eskrima s'appelaient des patayan. Ils furent interdits par les Américains dans les années 1950. Ce n’est qu’en 1969 que l'existence des arts martiaux philippins a été révélée au public occidental par Donn F. Draeger et Robert W. Smith dans Asian Figthing arts. En 1980, Dan Inosanto présentera un ouvrage sur les arts martiaux philippins qui touchera un large public. C’est aussi à partir de cette époque que l’on commence à désigner cet art martial sous le nom de « kali ». Ce terme avait été choisi comme le nom originel de l’eskrima par Dan Inosanto, bien que son étymologie fut incertaine. Le succès du « kali » poussa ainsi de nombreux maîtres eskrimadors à changer le nom de leur système afin d’être plus commerciaux…
En 1994, Mark V. Wiley écrit un article fondateur dans le Journal of Asian Martial Arts. En 1996, Mark V. Wiley publie le livre de référence sur l'eskrima : Filipino Martial Culture. Ce qui frappe à la lecture de cet ouvrage c’est l’incroyable capacité d’invention des maîtres eskrimadors capables de « réinventer » en permanence leur art martial à partir de données communes, puis de les adapter au monde moderne en les confrontant aux autres arts martiaux. Bien que le terme soit quelque peu galvaudé, on peut définir les arts martiaux philippins comme appartenant à un système martial « dynamique », construit principalement pour affronter des systèmes inconnus. Cette qualité se traduit cependant par une complexité pédagogique qui fait autant appel à la dextérité, qu'à la réflexion et la capacité de synthèse.

## L'influence du wing chun
Contrairement à ce que certaines personnes pensent, il n'y a que peu de liens entre le wing chun, qui est d'origine chinoise (WyngTjun) et qui date du XIXe siècle, et l'arnis. L'arnis se pratique sous de nombreuses formes et même dans des zones où les Chinois n'ont pas eu accès. Les principes de déplacement, de positionnement, les frappes paraissent différents.
Cependant le style Lapunti Arnis de Abanico de grand-maître Ondu "dit "Undo" Caburnay se fonde entièrement sur le Weng Chun ancienne forme de wing chun, WyngTjun. L'ISMA-Escryma est également complètement fondée et animée par les concepts, maximes et principes mécaniques du WyngTjun.
Arnis ne désigne pas le nom d'une arme. Arnis est à priori la déformation du mot espagnol arnes, (français harnoy ou harnois). Un bâton se dit olisi en tagalog par exemple, un couteau baraw, une machette itak. Certains Philippins qui ne pratiquent pas désignent sous le nom d'arnis les bâtons de rotin utilisés par certains styles. Il s'agit là d'une déformation de langage au même titre que d'appeler frigidaire un réfrigérateur.
Sinawali désigne le travail à deux armes et fait référence au tissage que font les trajectoires dans l'air.
De nos jours, la version moderne de l'arnis fait son chemin, en incorporant des techniques de jujutsu ou kempo, et en étant représenté dans les compétitions sportives (Philippines Arnis Association).
Le sayoc est le système d'arnis de la famille Sayoc. Ce système est spécialisé dans le combat au couteau.

## Les grades et ceintures
| Ceinture        | Ceinture | Nom en français | Nom en philippin       | Âge requis | Années d'étude requises |
| Blanche         |          | Débutant        | Baguhan                | -          | -                       |
| Jaune           |          | Intermédiaire 1 | Sanay 1                | 7          | -                       |
| Verte           |          | Intermédiaire 2 | Sanay 2                | 7          | -                       |
| Bleue           |          | Intermédiaire 3 | Sanay 3                | 7          | -                       |
| Marron          |          | Avancé          | Bihasa                 | 17         | -                       |
| Noire 1er degré |          | Maître 1        | Lakan/Lakambini Isa    | 18         | 1                       |
| Noire 2e degré  |          | Maître 2        | Lakan/Lakambini Dalawa | 20         | 2                       |
| Noire 3e degré  |          | Maître 3        | Lakan/Lakambini Tatlo  | 23         | 3                       |
| Noire 4e degré  |          | Maître 4        | Lakan/Lakambini Apat   | 27         | 4                       |
| Noire 5e degré  |          | Maître 5        | Lakan/Lakambini Lima   | 32         | 5                       |
| Noire 6e degré  |          | Maître 6        | Lakan/Lakambini Anim   | 37         | 5                       |
| Noire 7e degré  |          | Maître 7        | Lakan/Lakambini Pito   | 43         | 6                       |
| Noire 8e degré  |          | Maître 8        | Lakan/Lakambini Walo   | 49         | 6                       |
| Noire 9e degré  |          | Maître 9        | Lakan/Lakambini Siyam  | 56         | 7                       |
| Noire 10e degré |          | Grand maître    | Lakan/Lakambini Sampu  | 65         | 8                       |

## Controverse
Puisqu'il est assez courant aujourd’hui de voir l’arnis-eskrima et des arts martiaux comme le kempo ou le wing chun, être pratiqués ensemble, est rapidement née une querelle sur l'origine des arts martiaux philippins. La connexion avec le wing chun date de Bruce Lee et de Dan Inosanto dans les années 1960, elle peut donc être facilement écartée.
La connexion avec le kempo semble plus ancienne et remonte à la période coloniale d'Hawaii où l’eskrima aurait pu être transmis entre les immigrants chinois et philippins s'installant dans le protectorat américain. Les partisans de cette hypothèse affirment que ces arts martiaux sont très semblables et complémentaires. C'est un fait cependant, qu’il est devenu chic et très vendeur, pour de nombreux arts martiaux, d’offrir des leçons d'eskrima. À ce titre, certains maîtres philippins reconnaissent que les systèmes enseignés hors des écoles philippines, ne sont, au plus, que des sous-systèmes, bien loin de la pédagogie réelle de l'eskrima. Ces emprunts, malheureusement, sont souvent récupérés par de nombreux arts martiaux, et revendiqués comme étant des techniques originales, sans faire mention de leur origine philippine, ce qui dans la plupart des cas n’est pas un mal.
Cette confusion s'accroît lorsque l'on sait qu'au XXe siècle, les arts martiaux philippins ont intégré de nombreuses techniques étrangères venant du karaté, du judo, de la boxe ou du wing chun… Ces apports paraissaient combler certaines lacunes dans le combat à main nue de nombreux eskrimadores, qui  n'enseignaient que le combat en armes… L'évolution du monde moderne et des lois en vigueur, ainsi que l’obligation d’adaptation, ont conduit les maîtres à « moderniser » leurs techniques en incluant le combat à main nues dans leur cursus. Nous aurions tort de croire cependant que ces techniques spéciales n'existaient pas dans l'eskrima, mais les systèmes de corps à corps, appelées « serrada », furent toujours considérés comme des techniques secrètes ne devant être enseignés qu’à quelques rares privilégiés. La raison en est simple, ils sont extrêmement violents et dangereux, s'apparentant au close combat militaire, et donc inaptes à la pratique civile. L'emprunt à des techniques externes plus douces s'expliquerait par la volonté d’offrir un succédané valable.

## Illustrations cinématographiques
Depuis le début des années 2000, les techniques du Kali ont inspiré les chorégraphies de combat de plusieurs films hollywoodiens. Ainsi, le style de combat de Jason Bourne dans la trilogie cinématographique qui lui a été consacré, ou encore les scènes de combats du film Traqué de William Friedkin (2003), sont principalement basés sur le Kali Arnis Eskrima.